# Liste der Bodendenkmale in Langeln (Holstein)
In der Liste der Bodendenkmale in Langeln sind die Bodendenkmale der Gemeinde Langeln nach dem Stand der Bodendenkmalliste des Archäologischen Landesamts Schleswig-Holstein von 2016 aufgelistet. Die Baudenkmale sind in der Liste der Kulturdenkmale in Langeln aufgeführt.
| Denkmal-ID           | Befundart           | Bezeichnung                             | Zeitstellung                 | Lage | Bemerkungen | Bild |
| -------------------- | ------------------- | --------------------------------------- | ---------------------------- | ---- | ----------- | ---- |
| aKD-ALSH-Nr. 002 435 | Grabmal > Grabhügel | Grabhügel                               | Vor- und/oder Frühgeschichte |      |             |      |
| aKD-ALSH-Nr. 002 436 | Grabmal > Grabhügel | Grabhügel                               | Vor- und/oder Frühgeschichte |      |             |      |
| aKD-ALSH-Nr. 002 437 | Grabmal > Grabhügel | Grabhügel                               | Vor- und/oder Frühgeschichte |      |             |      |
| aKD-ALSH-Nr. 002 438 | Grabmal > Grabhügel | Grabhügel                               | Vor- und/oder Frühgeschichte |      |             |      |
| aKD-ALSH-Nr. 002 439 | Befestigung > Burg  | Burg/Motte/Ringwall/Turmhügel           | Mittelalter                  |      |             |      |
| aKD-ALSH-Nr. 002 440 | Altweg              | Weg/Furt/Wasserstraße/Hafen „Ochsenweg“ | Vor- und Frühgeschichte      |      |             |      |